# Lucas Lucco
Lucas Lucco Corrêa de Oliveira (Patrocínio, 4 de abril de 1991) é um cantor, compositor e ator brasileiro, atua ocasionalmente como modelo, como diretor e roteirista de seus videoclipes e como atleta amador de CrossFit, tendo participado de campeonatos da categoria.

## Biografia
Lucas nasceu em Patrocínio, microrregião de Minas Gerais, e é filho de Paulo Roberto de Oliveira Pinto, radialista e atual produtor executivo do cantor, e Karina Luíza Corrêa de Oliveira, enfermeira, atualmente influenciador, empresária e estudante de educação física. Tem um irmão mais novo chamado Leandro Corrêa de Oliveira, que optou na carreira de DJ por um tempo, mas atualmente é assessor de Lucas. Por influência do pai que trabalhou boa parte da vida no Rádio, aos 10 anos de idade, começou a praticar aulas de violão e de canto, chegando a cantar em um coral de igreja, e aos 11 compôs sua primeira música. Começou sua carreira como modelo aos 5 anos, onde chegou a ser conhecido pelo nome Lucas Correa e fez diversos ensaios fotográficos. Começou a trabalhar aos 13 anos como office boy, sucedendo a carreira como vendedor em um shopping de Belo Horizonte e também trabalhou como promotor de eventos. Estudou seu ensino superior de publicidade até o terceiro período em uma faculdade localizada em Patos de Minas, mas decidiu trancar para se dedicar a carreira como cantor. Seu nome artístico Lucco deriva da junção de três letras do seu nome com duas dos seus dois sobrenomes: Lucas Corrêa. Em 2020 incluiu o sobrenome artístico "Lucco" aos documentos seguindo a Lei 9.708/98, passando a se chamar Lucas Lucco Correa de Oliveira. Atualmente administra sua carreira pela sua empresa Lucas Lucco Produções Eireli. Também é empresário no ramo fitness como sócio da low cost Skyfit academia, junto ao empresário Bruno Berardo.

## Carreira

### 2007–15:Nem Te Conto,Tá Diferente e Destino

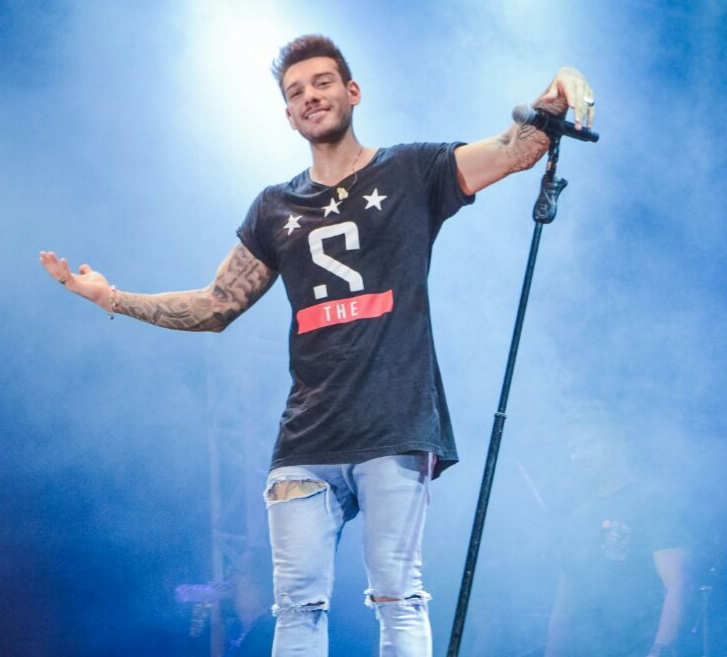
Lucas se apresentando na Expoacre em 2015.

Começou sua carreira em 2007, fundando um trio musical sertanejo chamado Skypiras, onde era o vocalista e permaneceu até 2010. Em 2011, lançou sua primeira música solo, nomeada "Amor Bipolar", através de um vídeo publicado no YouTube, sendo descoberto pelo empresário Rodrigo Byca, que viu o vídeo e entrou em contato com o cantor, que decidiu largar a carreira como modelo e investir na carreira de cantor profissionalmente. Em 2013, lançou seu primeiro álbum, intitulado Nem Te Conto, com quinze faixas, com a participação dos padrinhos Israel & Rodolffo e do cantor Mr. Catra. O álbum teve como singles "Princesinha" e "Pra Te Fazer Lembrar". Após a morte do cantor Chorão, vocalista do Charlie Brown Júnior, compôs e lançou uma música em sua homenagem intitulada "Ninguém Podia Prever".
Em outubro de 2013, assinou contrato com a gravadora Sony Music, dando início as gravações do seu novo álbum. Lucas também chamou a atenção de Sorocaba, da dupla Fernando & Sorocaba, que passou a empresariar o cantor através da FS Produções, no mesmo ano após a morte do Chorão, vocalista do Charlie Brown Jr gravou uma música em sua homenagem intitulada "Ninguém Podia Prever". Seu segundo álbum de estúdio intitulado Tá Diferente, foi lançado no dia 27 de janeiro de 2014 e contou com a participação dos cantores Pikeno & Menor, Anitta e Wesley Safadão. O álbum ficou em primeiro lugar no ITunes Brasil e teve como único single a canção "Mozão". No dia 22 de julho de 2015, lançou seu primeiro álbum ao vivo, intitulado O Destino, com 22 faixas, que contou com as participações da dupla Fernando & Sorocaba e do cantor colombiano Maluma. O álbum teve como singles "11 Vidas", "Destino" E "Vai Vendo".

### 2016–presente:Adivinha, carreira de ator eA Origem

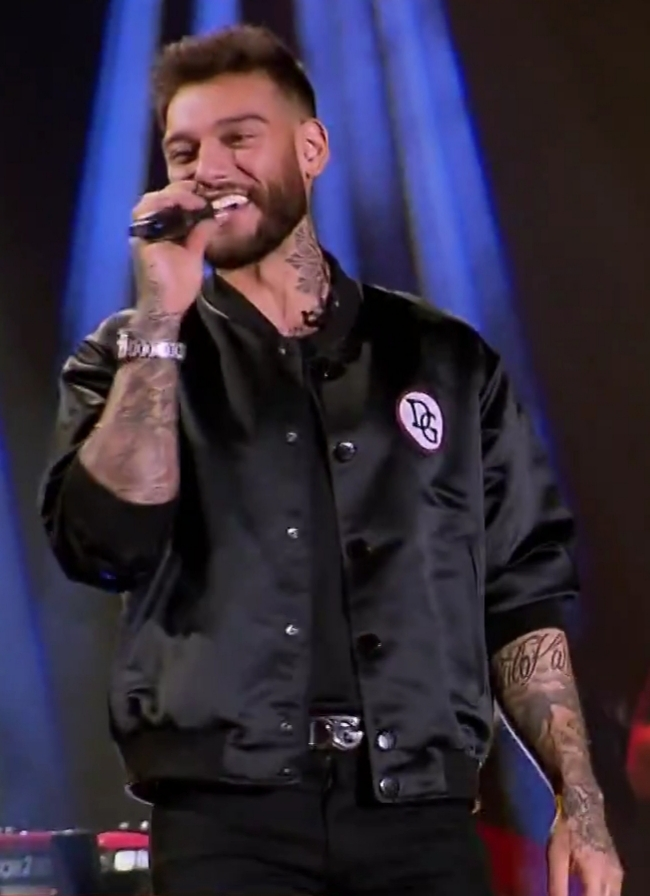
Lucco na gravação do seu DVD A Origem em 2018

No dia 27 de novembro de 2015, foi lançado seu terceiro álbum de estúdio, intitulado Adivinha, com dezesseis faixas e as participações de Dennis DJ, Victor Hugo & Americano, Nego do Borel, Marcos & Belutti, All Star Brasil e Gusttavo Lima. O álbum contou como singles "Quando Deus Quer" e "Batom Vermelho". Ainda em 2015, fez sua estreia como ator na televisão, integrando o elenco da vigésima terceira temporada da série teen Malhação, interpretando Uodson. No dia 15 de julho de 2016, foi lançado o single "Só Não Deixa Eu Tomar Birra", que ficou em primeiro lugar na Billboard Hot 100. Em 2017, fez uma participação na novela das seis Sol Nascente, interpretando o professor veterinário Daniel.
No dia 24 de abril de 2017, lançou seu primeiro EP, intitulado #Ensaios Lucas Lucco, com cinco faixas, que teve como único single a canção "Fé no Pai". Em novembro, lançou o single "Permanecer", em parceria com o funkeiro MC G15. No mesmo ano, fez sua estreia no cinema, fazendo uma participação no filme Rúcula Com Tomate Seco, no papel de Thomas. Em 2018, reincidiu seu contrato com a FS Produções após cinco anos e passou a ter a carreira gerenciada pelo seu pai. No dia 29 de janeiro, lançou o single "Paraíso", em parceria com o cantor Pabllo Vittar. No dia 27 de abril, lançou seu segundo EP, intitulado Lucas Lucco De Boa Na Lagoa. No dia 19 de outubro, foi lançado seu segundo DVD, intitulado A Origem, com 19 faixas inéditas. Gravado em Goiânia, o DVD contou com as participações de Wesley Safadão, Israel & Rodolffo, Fábio de Melo, Maiara & Maraísa, Kevinho, Léo Santana e Gustavo Mioto. O álbum teve como singles "Posto 24h" e "Aham". No dia 20 de setembro, Lucas lançou como single "Motivo Para Agradecer", em homenagem à noiva Lorena Carvalho.

## Vida pessoal
Em novembro de 2013, conheceu a modelo Lorena Carvalho durante um show no festival Caldas Country, em Goiânia, por meio de um amigo em comum, começaram um relacionamento, que se manteve entre idas e vindas. Em agosto de 2019 foram morar juntos, e Lucas a pediu em casamento, lançando a canção "Motivo Pra Agradecer", com um videoclipe em homenagem à noiva. Em setembro, foi noticiado que o casal estaria esperando o primeiro filho, no entanto em outubro Lucas revelou que Lorena tinha perdido o bebê, por ter sofrido um aborto espontâneo aos três meses de gestação.
No dia 28 de agosto de 2020 oficializaram a união em um cerimônia civil e religiosa, de forma discreta, sem cobertura da mídia. A festa foi celebrada no rancho em que moram, em Uberlândia, e contou com a presença de apenas dez familiares, em decorrência da Pandemia de COVID-19 no Brasil. O casamento já havia sido adiado duas vezes: em outubro de 2019, por conta do aborto sofrido por sua então noiva, e em abril de 2020, quando o Brasil fechou por conta da pandemia.
Em 18 de setembro de 2020 anunciou em suas redes sociais que será pai. Em entrevistas revelou estar muito feliz, pedindo para vibrarem por saúde. E em 19 de março de 2021, nasceu seu filho chamado Luca.
No dia 18 de março de 2022, depois de 2 anos, Lucas Lucco e Lorena Carvalho anunciam a separação.

## Discografia

#### Álbuns de estúdio
- Nem Te Conto (2013)
- Tá Diferente (2014)
- Adivinha (2015)
- #Em Casa (2020)

#### Álbuns ao vivo
- O Destino (2015)
- A Origem (2018)
- Rolê Diferenciado (2021)
- 777 (2022)

## Turnês
- Lucas Lucco Tour (2013–14)
- Destino Tour (2014–15)
- Nova Era (2015–17)
- A Origem Tour (2018–20)
- Rolê Diferenciado (2021 - 2022)
- 777 (2022 - Atual)

## Filmografia

### Televisão
| Ano       | Título                       | Personagem             | Notas                      |
| --------- | ---------------------------- | ---------------------- | -------------------------- |
| 2014      | Dança dos Famosos            | Participante           | Temporada 11               |
| 2015–2016 | Malhação: Seu Lugar no Mundo | Uodson de Souza (Uood) | Temporada 23               |
| 2016      | Rock Story                   | Ele mesmo              | Episódio: "27 de dezembro" |
| 2017      | Sol Nascente                 | Daniel                 | Episódios: "6–21 de março" |
| 2019      | A Dona do Pedaço             | Ele mesmo              | Episódio: "19 de agosto"   |
| 2019      | Os Roni                      | Moacir (Mozão)         | Episódio: "Fit Family"     |

### Cinema
| Ano  | Título                 | Personagem            |
| ---- | ---------------------- | --------------------- |
| 2017 | Rúcula Com Tomate Seco | Thomas                |
| 2023 | Rodeio Rock            | Sandro Sanderley/Hero |

## Prêmios e indicações
| Ano  | Prêmio                                | Categoria                        | Indicação                                       | Resultado | Ref.   |
| ---- | ------------------------------------- | -------------------------------- | ----------------------------------------------- | --------- | ------ |
| 2014 | Troféu Internet                       | Melhor Revelação                 | Lucas Lucco                                     | Indicado  |        |
| 2014 | Capricho Awards                       | Revelação Nacional               | Lucas Lucco                                     | Indicado  |        |
| 2014 | Capricho Awards                       | Tanquinho de Ouro                | Lucas Lucco                                     | Indicado  |        |
| 2014 | Meus Prêmios Nick                     | Cantor Favorito                  | Lucas Lucco                                     | Indicado  | [ 66 ] |
| 2014 | Meus Prêmios Nick                     | Revelação Musical                | Lucas Lucco                                     | Indicado  | [ 66 ] |
| 2014 | Meus Prêmios Nick                     | Gato do Ano                      | Lucas Lucco                                     | Indicado  | [ 66 ] |
| 2014 | Melhores do Ano                       | Melhor Cantor                    | Lucas Lucco                                     | Indicado  | [ 67 ] |
| 2015 | Troféu Internet                       | Melhor Revelação                 | Malhação: Seu Lugar no Mundo                    | Indicado  |        |
| 2015 | Capricho Awards                       | Cantor Nacional                  | Lucas Lucco                                     | Indicado  |        |
| 2015 | Capricho Awards                       | Tanquinho de Ouro                | Lucas Lucco                                     | Indicado  |        |
| 2015 | Capricho Awards                       | Melhor Clipe Nacional            | "Vai Vendo"                                     | Indicado  |        |
| 2015 | Prêmio Extra de Televisão             | Revelação Masculina              | Malhação: Seu Lugar no Mundo                    | Indicado  |        |
| 2015 | Kids' Choice Awards                   | Artista Brasileiro Favorito      | Lucas Lucco                                     | Indicado  | [ 68 ] |
| 2015 | Prêmio Multishow de Música Brasileira | Melhor Cantor                    | Lucas Lucco                                     | Venceu    | [ 69 ] |
| 2015 | Prêmio Multishow de Música Brasileira | Melhor Clipe TVZ                 | "Vai Vendo"                                     | Indicado  | [ 69 ] |
| 2015 | Melhores do Ano                       | Melhor Cantor                    | Lucas Lucco                                     | Indicado  | [ 70 ] |
| 2016 | Troféu Imprensa                       | Melhor Cantor                    | Lucas Lucco                                     | Indicado  |        |
| 2016 | Troféu Internet                       | Melhor Cantor                    | Lucas Lucco                                     | Indicado  |        |
| 2016 | Prêmio Multishow de Música Brasileira | Melhor Cantor                    | Lucas Lucco                                     | Indicado  | [ 71 ] |
| 2016 | Prêmio Multishow de Música Brasileira | Música Chiclete                  | "Tá Tranquilo, Tá Favorável" (com MC Bin Laden) | Indicado  | [ 71 ] |
| 2016 | Melhores do Ano                       | Melhor Ator Revelação            | Malhação: Seu Lugar no Mundo                    | Venceu    | [ 72 ] |
| 2016 | Grammy Latino                         | Melhor Álbum de Música Sertaneja | Adivinha                                        | Indicado  | [ 73 ] |
| 2017 | Troféu Internet                       | Melhor Cantor                    | Lucas Lucco                                     | Indicado  |        |
| 2017 | Prêmio Multishow de Música Brasileira | Melhor Cantor                    | Lucas Lucco                                     | Indicado  | [ 74 ] |
| 2017 | Prêmio Jovem Brasileiro               | Melhor Ator Jovem                | Malhação: Seu Lugar no Mundo                    | Indicado  |        |
| 2017 | Prêmio Jovem Brasileiro               | Melhor Cantor                    | Lucas Lucco                                     | Indicado  |        |
| 2018 | Troféu Internet                       | Melhor Cantor                    | Lucas Lucco                                     | Indicado  |        |
| 2018 | Prêmio Jovem Brasileiro               | Melhor Cantor                    | Lucas Lucco                                     | Indicado  |        |
| 2019 | Troféu Internet                       | Melhor Cantor                    | Lucas Lucco                                     | Indicado  |        |
| 2019 | Prêmio Jovem Brasileiro               | Melhor Cantor                    | Lucas Lucco                                     | Indicado  |        |
| 2019 | Prêmio Jovem Brasileiro               | Influencer Fitness               | Lucas Lucco                                     | Venceu    |        |